# Asthenotricha torata
Asthenotricha torata là một loài bướm đêm trong họ Geometridae.